# Problème de Lehmer
Pour les articles homonymes, voir Lehmer.
Le problème de Lehmer est un problème non résolu posé par Derrick Lehmer et lié à l'indicatrice φ d'Euler :
Si un entier naturel n vérifie n ≡ 1 mod φ(n), est-il nécessairement premier ?